# Câmp de ovăz cu maci
Câmp de ovăz cu maci este o pictură peisagistică în ulei pe pânză realizată în 1890 de pictorul francez Claude Monet. Acum este expus în Muzeul de artă modernă și contemporană din Strasbourg, Franța. Numărul său de inventar este 55.974.0.683.
Câmp de ovăz cu maci aparține unei serii de cinci picturi ale câmpurilor din jurul Giverny pictate în vara anului 1890. A fost cumpărat pentru muzeu în 1948. A fost una dintre numeroasele lucrări cumpărate cu banii asigurării din incendiul dezastruos din 1947 al Muzeului de Arte Frumoase.